# Mahamat Déby Itno
Mahamat Déby Itno (Massakory, Chad, 4 de abril de 1984) es un político y militar chadiano que se desempeña como presidente del Consejo Militar de Transición desde el 20 de abril de 2021, cuando su padre Idriss Déby murió en acción mientras comandaba tropas en la ofensiva del norte de Chad.

## Biografía
Nacido el 1 de enero de 1984, recibió educación castrense en su país natal y, durante tres meses, en un instituto militar de Aix-en-Provence (Francia). Posteriormente, fue asignado por su padre en la Direction générale de service de sécurité des institutions de l'État (DGSSIE). A partir de 2013, ejerció de segundo al mando de las fuerzas de intervención en Malí (FATIM).

### Carrera militar
Se matriculó por primera vez en la Agrupación Conjunta de Escuelas Militares en Chad. Posteriormente recibió formación en Francia, en la escuela militar de Aix-en-Provence. A su regreso, se inscribió en la segunda promoción de semi directo de la escuela de oficiales inter arme y más tarde fue nombrado a la rama de servicio de la Seguridad de las Instituciones del Estado (DGSSIE), como subcomandante de su grupo de infantería. Su primera experiencia de combate tuvo lugar en abril de 2006 cuando los rebeldes atacaron la capital de Chad y más tarde participó en combates en el este de Chad junto con el general Abu Bakr al Said, entonces director de la policía. En mayo de 2009 fue ascendido a general de brigada y compartió el mando de las fuerzas chadianas durante la batalla de Am Dam, donde el ejército derrotó a los rebeldes.

## Jefe de Estado de Chad
Desde la muerte de su padre, Idriss Déby, el 20 de abril de 2021 durante un combate contra los rebeldes del Frente para la Alternancia y la Concordia en Chad (FACT), preside el Consejo Militar de Transición y es el jefe de Estado del país. Está previsto que su mandato dure 18 meses hasta la celebración de elecciones.

### Diálogo nacional
Tras negarse inicialmente a negociar con los grupos insurgentes, Déby suavizó su postura en agosto de 2021 y propuso un diálogo nacional. Después de que su propuesta fuera aprobada por los grupos rebeldes, dos meses después comenzaron conversaciones de paz entre el gobierno y los representantes rebeldes. Estas conversaciones de paz culminaron con el acuerdo de paz del 8 de agosto de 2022, firmado en Doha, que estableció un diálogo nacional entre el gobierno de Déby y la oposición, destinado a preparar el país para las elecciones previstas para la segunda mitad de 2022.  Sin embargo, el acuerdo de paz fue rechazado por FACT y otros grupos de oposición, así como por grupos de la sociedad civil, que citaron la ausencia de un retorno garantizado a un gobierno civil.  Esta falta de apoyo al acuerdo de paz llevó a una participación limitada en el diálogo nacional.

### Protestas de 2022
El aplazamiento de las elecciones por parte del Consejo Militar de Transición el 3 de octubre fue recibido con importantes manifestaciones a favor de la democracia el 20 de octubre, fecha inicial de las elecciones. Estas manifestaciones tuvieron lugar principalmente en las ciudades de N'Djamena y Moundou, y fueron orquestadas principalmente por el grupo de oposición Wakit Tamma y Succès Masra, líder del partido Les Transformateurs. En respuesta a las manifestaciones, las fuerzas de seguridad del gobierno reprimieron violentamente a los manifestantes y el gobierno orquestó un apagón de Internet que duró varios días. La violencia acabó con la muerte de entre 50 y 200 personas, incluido el periodista Orédjé Narcisse, y la detención de al menos 600 personas. De esos más de 600, 342 terminaron sentenciados a entre 1 y 3 años de prisión por cargos relacionados con las protestas. Posteriormente, el día fue considerado "jueves negro" por la violencia. Después de las manifestaciones, Déby culpó a los manifestantes y organizadores por la violencia y justificó la respuesta del gobierno afirmando que las protestas eran una insurrección organizada. Tras las protestas, varios partidos políticos de oposición fueron suspendidos, entre ellos Les Transformateurs y el Partido Socialista Chadiano.

### Apoyo francés
Ha recibido un apoyo significativo en Occidente, sobre todo de Francia, su antigua potencia colonial. Emmanuel Macron asistió al funeral de Idriss Déby, donde prometió su apoyo al gobierno del joven Déby y a la estabilidad de Chad, estabilidad que Francia apoyó aún más a través de la Operación Barkhane, que colocó una fuerza de más de 5.000 franceses en el Sahel, con su cuartel general en Chad. Déby también visitó a Macron en el Palacio del Elíseo en junio de 2021, donde ambos discutieron la transición política en Chad. A pesar de la terminación de la Operación Barkhane en 2022, Francia no ha mostrado ninguna vacilación en su apoyo a Déby y continúa posicionando tropas en la región, a pesar de haber trasladado el núcleo restante de sus fuerzas del Sahel a Níger. 

### Boko Haram
El 22 de noviembre de 2022, Boko Haram lanzó un ataque en la aldea de Ngouboua, matando al menos a 10 soldados del Ejército Nacional del Chad. Déby había declarado anteriormente que la organización había estado atacando a civiles con mayor frecuencia, ya que "ya no tenían la fuerza para atacar bases".

### Campaña presidencial de 2024
El 13 de enero de 2024, el secretario del partido, Mahamat Zene Bada, anunció a Déby como candidato del Movimiento de Salvación Patriótica para las elecciones presidenciales  de 2024. Después del asesinato de su principal oponente, Yaya Dillo Djérou, por fuerzas gubernamentales el 28 de febrero, otros tres candidatos se retiraron la semana siguiente en protesta y por temor a consecuencias similares.
El 6 de mayo de 2024 fue elegido Presidente de la República con el 61% de los votos según los resultados provisionales de la Agencia Nacional de Gestión Electoral (ANGE). El 16 de mayo, el Consejo Constitucional lo proclamó vencedor con el 61% de los votos. Fue investido presidente el 23 de mayo de 2024.